# Брок, Эллисон
Эллисон М. Брок (англ. Allison M. Brock, род. 7 декабря 1979 г.)  — американская наездница. Она представляла свою страну на летних Олимпийских играх 2016 года, завоевав бронзовую медаль в командной выездке.

## Выступления на Олимпийских играх
| Олимпиада                    | Дисциплина        | Место |
| ---------------------------- | ----------------- | ----- |
| Летние Олимпийские игры 2016 | Личная выездка    | 15    |
| Летние Олимпийские игры 2016 | Командная выездка | 3     |